# 여자 과학자 목록
바로가기:
ㄱ
ㄴ
ㄷ
ㄹ
ㅁ
ㅂ
ㅅ
ㅇ
ㅈ
ㅊ
ㅋ
ㅌ
ㅍ
ㅎ

## ㄱ
- 가브리엘레 라벨
- 게르트루드 테일러
- 거트루드 노이마르크
- 거트루드 메리 콕스
- 거트루드 벨
- 거트루드 블란치
- 거트루드 사이먼스 벌링엄
- 거트루드 B. 엘리언
- 거트루드 캐턴 톰슨
- 거티 코리
- 게르타 켈러
- 게르트루데 샤르프 골트하베르
- 게일 윌리엄스
- 그레이스 에블린 픽퍼드
- 그레이스 치스홀름 영
- 그레이스 프랭클랜드
- 그레이스 호퍼
- 그레타 스티븐슨
- 그레테 헤르만
- 글래디스 칼레마지쿠소카
- 글렌다 슈뢰더
- 기셀 라무르
- 기셀라 리처
- 기어트뤼다 데 하스로런츠
- 기테 모스 크누드센
- 길리언 베이츠

## ㄴ
- 낸시 로먼

## ㄷ
- 다나 랜들
- 다나 론 골트라이히
- 다나 앵글륀
- 다나 울러리
- 다니엘라 퀸
- 다니엘라 루스
- 다르샨 랑가나탄
- 다이애나 바움린드
- 다이앤 그린
- 다이앤 그리핀
- 다이앤 소베인
- 다이앤 포시
- 다이앤 포제프스키
- 다프네 잭슨
- 다프네 콜러
- 다프네 오즈본
- 대니얼 번튼 베리
- 던 프린스휴즈
- 데니스 쿠퍼
- 데보라 찰스워스
- 데보라 에스트린
- 도너 어거스트
- 도러시 개러드
- 도러시 M. 니덤
- 도러시 E. 데닝
- 도러시 루이스 번스타인
- 도러시 모드 린치
- 도러시 한사인 앤더슨
- 도러시 호지킨
- 도러시 힐
- 도러시어 베넷
- 도러시어 제임슨
- 도러시어 클럼프케
- 도로테아 부차
- 도로테아 에르크슬레벤
- 도리스 마블 코치런
- 도리트 아하로노프
- 디나 레비스트로스

## ㄹ
- 라우라 바시
- 래디아 펄먼
- 레이철 카슨
- 로절린드 프랭클린
- 로절린 서스먼 얠로
- 루스 베니딕트
- 리사 랜들
- 리제 마이트너
- 리타 레비몬탈치니
- 린다 B. 벅
- 린 마굴리스
- 린 콘웨이

## ㅁ
- 마거릿 대처
- 마거릿 미드
- 마거릿 해밀턴
- 마리아 괴퍼트메이어
- 마리아 마가레테 키르히
- 마리아 아녜시
- 마리아 지빌라 메리안
- 마리 퀴리
- 마사 체이스
- 마저리 래티머
- 머리사 마이어
- 메리 애닝
- 메리 카트라이트
- 메이 제미슨
- 문미옥
- 민병주
- 밀레바 마리치

## ㅂ
- 바르바라 아나 샬
- 바버라 리스코프
- 바버라 매클린톡
- 바버라 J. 메이어
- 바버라 사이먼스
- 박은정 (독성학자)
- 베르나르딘 힐리
- 베르타 루츠
- 베르타 쉬를레스
- 베스 리바인
- 베스 샤피로
- 베스 윌먼
- 베아트리스 마벨 케이브브라운케이브
- 베아트리스 민츠
- 베아트리스 워슬리
- 베아트리스 틴슬리
- 베아트릭스 포터
- 베치 앵커존슨
- 베티 홀버턴
- 브루리아 카우프만
- 브리짓 아스코나스
- 비루테 갈디카스

## ㅅ
- 사루하시 카츠코
- 사비나 시필레인
- 살레르노의 아벨라
- 샤를로타 아우어바흐
- 샬럿 바넘
- 샬럿 무어 시터를리
- 샬럿 스콧
- 샬럿 프뢰세 피셔
- 샐리 라이드
- 세실 드비트모르테
- 세실리아 페인가포슈킨
- 세실리아 로드리게스 아라곤
- 세칠리아 크리거
- 셀리아 그릴로 보로메오
- 소피 제르맹
- 수잔 랜도우
- 수전 솔로몬
- 스테퍼니 퀄렉
- 신시아 드워크
- 신시아 E. 로젠바이크
- 신시아 배서스트
- 신시아 브레아질
- 신시아 케년

## ㅇ
- 아그네스 메리 클러크
- 아그네스 사임 벡스터
- 아그네스 아버
- 아그네스 포켈스
- 아그노디케
- 아나 나구르네이
- 아나 마니
- 아나 모란디 만졸리니
- 아나 순드스트룀
- 아나 스텍센
- 아나 아슬란
- 아나트 코헨다야그
- 아냐 케티 안데르센
- 아네 스티네 잉그스타드
- 아누셰흐 안사리
- 아니 프란체하라르
- 아니타 고엘
- 아니타 로버츠
- 아니타 보그
- 아니타 K. 존스
- 아니타 하딩
- 아다 요나트 - 화학자
- 아델 골드버그 - 전산학자
- 아르테미시아 2세
- 아르파 카림
- 아리엘 홀린시드
- 아만다 엘리자베스 체셀
- 아말리에 디트리히
- 아쇼나 헤일리
- 아스트리드 클레베 폰 오일러
- 아슬링 저지
- 아시마 차테르지
- 아야나 하워드
- 아이다 헨리에타 하이드
- 안드레아 베르토지
- 안드레아 힐러리 브랜드
- 안인영
- 안젤라 오어바우
- 안젤라 클레이턴
- 안톄 보에티우스
- 안토니아 모리
- 알레누시 테리안
- 알레산드라 질리아니
- 알레한드라 브라보 데 라 파라
- 알렉시아 마살린
- 알리체 밀러
- 알미라 하트 링컨 펠프스
- 앙겔라 메르켈
- 앙기올레타 코라디니
- 애비 하위 터너 - 동물학자
- 애나 마리아 허시
- 애나 보츠퍼드 컴스톡
- 애나 앳킨스
- 애나 윈록
- 애나 제인 해리슨
- 애나 카를린
- 애나 틴
- 애넷 엘리자베스 샐민
- 애니 데일 비들 앤드루스
- 애니 로레인 스미스
- 애니 메이너츠하겐
- 애니 스콧 딜 몬더
- 애니 앤턴
- 애니 이즐리
- 애니 점프 캐넌
- 앤 넬슨
- 앤 루드로 - 해양생물학자
- 앤 맥클레런
- 앤 브루이스
- 앤 비숍
- 앤 사이먼
- 앤 엘리자베스 볼
- 앤 엘리자베스 컨던
- 앤 워너
- 앤 카트리나 브라이스 - 물리학자
- 앤 키슬링
- 앤 헤이븐 모건
- 앤 홀랜드 에를리히
- 앨리스 레이스미스
- 앨리스 미들턴 보링
- 앨리스 볼
- 앨리스 스튜어트
- 앨리스 옌핑 팅
- 앨리스 이스트우드
- 앨리스 커닝엄 플레처
- 앨리스 키브
- 앨리스 페글러
- 어마 위먼
- 얼리샤 불 스톳
- 앨렌 로절린드 진스
- 앨리슨 랜들
- 에니드 멈퍼드
- 에델 브론 하비
- 에델 사르간트
- 에델 셰익스피어
- 에델드레드 베넷
- 에드나 그로스먼
- 에디스 매리언 패치
- 에디스 메이 프리티
- 에디트 뷜브링
- 에리카 판비츠
- 에마 페리 카
- 에미 뇌터
- 에밀리 뒤 샤틀레 후작부인
- 에밀리에 슈네틀라게
- 에바 에케블라드
- 에바 노갈레스
- 에버르 존스
- 에블린 베레진
- 에블린 보이드 그랜빌
- 에블린 폭스 켈러
- 에블린 후
- 에비 네메스
- 에스더 레더버그
- 에스더 메를리 콘월
- 에스더 오로스코
- 에우게니아 델 피노
- 에이다 러브레이스 - 수학자
- 에이드리언 메이어
- 에이미 린다 랜스키
- 에이미 엘리자베스 애덤스 - 동물학자
- 에타 주버 팰커너
- 에파 바이어플루키거
- 엘렌 글레디트슈
- 엘렌 랑즈뱅졸리오
- 엘렌 비테타
- 엘렌 스왈로 리처즈
- 엘렌 스페르투스
- 엘렌 하이에스
- 엘지 맥길
- 엘지 메이 버로우스
- 엘사 베아타 붕게
- 엘지 모드 웨이크필드
- 엘지 윈도슨
- 엘라인 웨유커
- 엘라인 푸치스
- 엘리 피셔위외른슨
- 엘리노어 글랜빌
- 앨리노어 마기러
- 엘리노어 오머로드
- 엘리사베트 루츠
- 엘리자베스 거트루드 브리턴
- 엘리자베스 네이블
- 엘리자베스 래더
- 엘리자베스 로프터스
- 엘리자베스 리 하젠
- 엘리자베스 브라운
- 엘리자베스 블랙번
- 엘리자베스 블랙웰
- 엘리자베스 앤 넬리
- 엘리자베스 조슬린 파이늘러
- 엘리자베스 카른
- 엘리자베스 캐벗 애거시즈
- 엘리자베스 콜먼 화이트
- 엘리자베스 페컴
- 엘리자베스 풀헤임
- 엘리자베타 리트비노바
- 엘리자베타 카라미하일로바
- 엘리자베트 알트만고트하이너
- 엘리즈비에타 헤벨리우스
- 오드리 탕
- 요하나 메슈토르프
- 우젠슝
- 위게트 델라볼트
- 유지니 클러크
- 이다 노다크
- 이렌 맨턴
- 이렌 아야코 우치다
- 이렌 졸리오퀴리
- 이렌 크레스핀
- 이렌 피셔
- 이사벨 바셋 와슨
- 이사벨 브리그스 비어스
- 이사벨라 버드
- 이상희 (고인류학)
- 이소벨 베넷
- 이름가르트 플뤼게로츠
- 이리나 벨레츠카야
- 이리스 옵신스키
- 일레아나 스트레이누
- 잉그리드 도버시
- 잉에 레만

## ㅈ
- 자나키 암말
- 자케타 호크스
- 자코비나 펠리치에 데 알마니아
- 잔 뒤메
- 잔 빌프뢰파워
- 재닛 다르비셔
- 재닛 로울리
- 재닛 본
- 재닛 손턴
- 재닛 엘렌 클레멘츠
- 재닛 왓슨
- 재닛 L. 콜로드너
- 재닛 키어
- 재닛 트래벨
- 저넷 윙
- 제니 프리스
- 제니퍼 다우드나
- 제니퍼 투어 차예스
- 제시카 울리카 메이르
- 제이미 레비
- 제인 구달
- 제인 룹첸코
- 제인 마르셋
- 제인 브라더턴 워커
- 제인 셸비 리처드슨
- 제인 스태퍼드
- 제인 엘렌 해리슨
- 제인 콜든
- 제인 힐스턴
- 제임 티번
- 조세핀 캘브릭
- 조셀린 벨 버넬
- 조안 딩글리
- 조안 러프가든
- 조안 메리 앤더슨
- 조안 버먼
- 조안 뷰챔 프록터
- 조안 A. 스타이츠
- 조안 슬론체프스키
- 조안 힌턴
- 조애나 파울러
- 조앤 심슨
- 조앤 프랭스키
- 조이 애덤슨
- 조이스 퀴리 리틀
- 조이스 제이콥슨 카우프만
- 조이스 K. 레이놀즈
- 조이스 램버트
- 조하나 무어
- 주디 홀데너
- 주디스 고슬린 홀
- 주디스 도너스
- 주디스 레스닉
- 주디스 밀헌
- 주디스 에스트린
- 주디스 퀘리다 롱이어
- 주세파 바르바피촐라
- 준 알메이다
- 줄리아 애나 가드너
- 줄리아 세라노
- 줄리엣 웨게
- 지현 캐서린 리
- 진 바틱
- 진 베그스
- 진 E. 사멧
- 진 젠킨스
- 진 페레인트
- 질 스타인
- 질 타르터
- 질 패런트
- 징 리

## ㅊ
- 첸항

## ㅋ
- 카라 산타 마리아
- 카렌 보스덴
- 카렌 스페륵 존스
- 카렌 웨터한
- 카렌 캐바나
- 카를라 J. 샤츠
- 카린 에르트만
- 카말 라나디베
- 카말라 소호니에
- 카밀라 웨지우드
- 카이사 세레
- 카테리나 유시첸코
- 카테리네 에자우
- 카테리네 프리제
- 카트린 브레시냑
- 카트린 브링만
- 칼파나 촐라
- 캐럴 고블
- 캐럴 그라이더
- 캐럴 메레디스
- 캐럴 A. 버네스
- 캐럴 조던
- 캐럴 카프
- 캐롤라인 S. 고든
- 캐롤라인 루스 베르토지
- 캐롤라인 코헨
- 캐롤라인 탤컷
- 캐롤라인 판 필레트
- 캐롤라인 포르코
- 캐롤라인 허셜
- 캐리 데릭
- 캐린 네이비
- 캐서린 거디 울프
- 캐서린 버 블로짓
- 캐서린 세인트존
- 캐서린 웨이
- 캐서린 존슨
- 캐서린 콜먼
- 캐서린 파 트레일
- 캐서린 포울러빌링스
- 캐서린 힉슨
- 캐스린 몰러
- 캐스린 울리히
- 캐슬린 론스데일
- 캐슬린 부스
- 캐슬린 안토넬리
- 캐슬린 커티스
- 캐슬린 케년
- 캐슬린 테일러
- 캐슬린 C. 테일러
- 캐슬린 해던
- 커리나 라단
- 케이 레드필드 제이미슨
- 케이트 크레이그우드
- 케이트 허턴
- 케이틀린 키어넌
- 케테 펜헬
- 코르넬리아 클랍
- 콘스탄체 칼렌다
- 콜레 롤랑
- 크리산티 아브게로우
- 크리스티나 로카티
- 크리스티나 밀러
- 크리스티나 쿠퍼버그
- 크리스티너 요하나 뵈위스만
- 크리스티네 메이어
- 크리스티아네 뉘슬라인폴하르트
- 크리스티안 데스로슈 노블러쿠르
- 크리스틴 마리 버크아웃
- 크리스틴 해밀
- 클라라 단 폰 노이만
- 클라라 사우스메이드 루들로
- 클라라 이머바어
- 클라라 케뎀
- 클라라 헨리에타 하세
- 클라리벨 켄들
- 클라리체 디 두리시오 다 포기아
- 클라우디아 알렉산더
- 클레멩스 로와이에
- 클레르 부아쟁
- 클레어 F. 그마흘
- 클레어 민처 패긴
- 클레어 보이신
- 클레어 M. 프레이저
- 클레오파트라 (연금술사)
- 키레네의 아리티
- 키키 샌퍼드

## ㅌ
- 타르되시 에바
- 테살리아의 아글라오니케
- 테아노
- 템플 그랜딘
- 투유유

## ㅍ
- 파르자나 아슬람
- 파우스티나 피그나텔리 차라파
- 판 충
- 포티니 마르코폴로칼라마라
- 프란체스 안 노박 로사몬트
- 프랜시스 미헌 래터렐
- 프랜시스 사넷 휴글
- 프랜시스 시어도라 파슨스
- 프랜시스 애시크로프트
- 프랜시스 야오
- 프랜시스 에블린 케이브브라운케이브
- 프랜시스 엘리자베스 앨런
- 프랜시스 키르완
- 프랜시스 하드캐슬
- 프랜신 버먼
- 프랑수아즈 바레시누시
- 프레데리카 다레마
- 플로라 웜바우 패터슨
- 플로렌스 그웬돌렌 리스
- 플로렌스 레나 사빈
- 플로렌스 나이팅게일
- 플로렌스 배스컴
- 플로렌스 왐부구
- 플로렌티나 모소라

## ㅎ
- 하나 모니에르
- 하바 지겔만
- 하젤 비숍
- 하젤 알덴 리즌
- 할슈카 오스몰스카
- 해리엇 루이사 볼루스
- 해리엇 만 밀러
- 해리엇 보이드 하위스
- 해리엇 브룩스
- 헤드비히 콘
- 헤디 라마르
- 헤라다 란드스베르겐시스
- 헤르타 밤바허
- 헤르타 스포너
- 헤르타 아이르턴
- 헤르타 프라이타크
- 헤이디 조 뉴버그
- 헨리에타 스완 리비트
- 헨리에트 아브람
- 헬렌 그윈보건
- 헬렌 기슬러 그런드먼
- 헬렌 딘 킹
- 헬렌 래니
- 헬렌 머레이 프리
- 헬렌 메가우
- 헬렌 미리엄 버먼
- 헬렌 샤먼
- 헬렌 퀸
- 헬렌 톰 에드워즈
- 헬렌 포터
- 헬렌 플랜더스 던바
- 후헤솅
- 히더 레이드
- 히더 쿠퍼
- 히파티아
- 힐다 가이링거
- 힐다 포이베 허드슨
- 힐데 만골트
- 힐데가르디스 빙겐시스

## (번외)성전환 이전에 과학자로 활동했던 트랜스남성과학자
- 벤 바레스

## 같이 보기
- 과학과 여성

## 참고 자료
- Herzenberg, Caroline L. 1986. Women Scientists from Antiquity to the Present: An Index. Locust Hill Press. ISBN 0-933951-01-9
- Howard S. The Hidden Giants, ch. 2, (Lulu.com; 2006) (accessed 22 August 2007)
- Howes, Ruth H. and Caroline L. Herzenberg. 1999. Their Day in the Sun: Women of the Manhattan Project. Temple University Press. ISBN 1-56639-719-7
- Ogilvie, M. B. 1986. Women in Science. The MIT Press. ISBN 0-262-15031-X
- Contributions of 20th Century Women to Physics website at UCLA
- Walsh JJ. 'Medieval Women Physicians' in Old Time Makers of Medicine: The Story of the Students and Teachers of the Sciences Related to Medicine During the Middle Ages, ch. 8, (Fordham University Press; 1911) (accessed 22 August 2007)